# Osternburg
Osternburg ist ein Stadtteil der niedersächsischen Großstadt Oldenburg und hat etwa 12.700 Einwohner (ohne Drielake).

## Geschichte

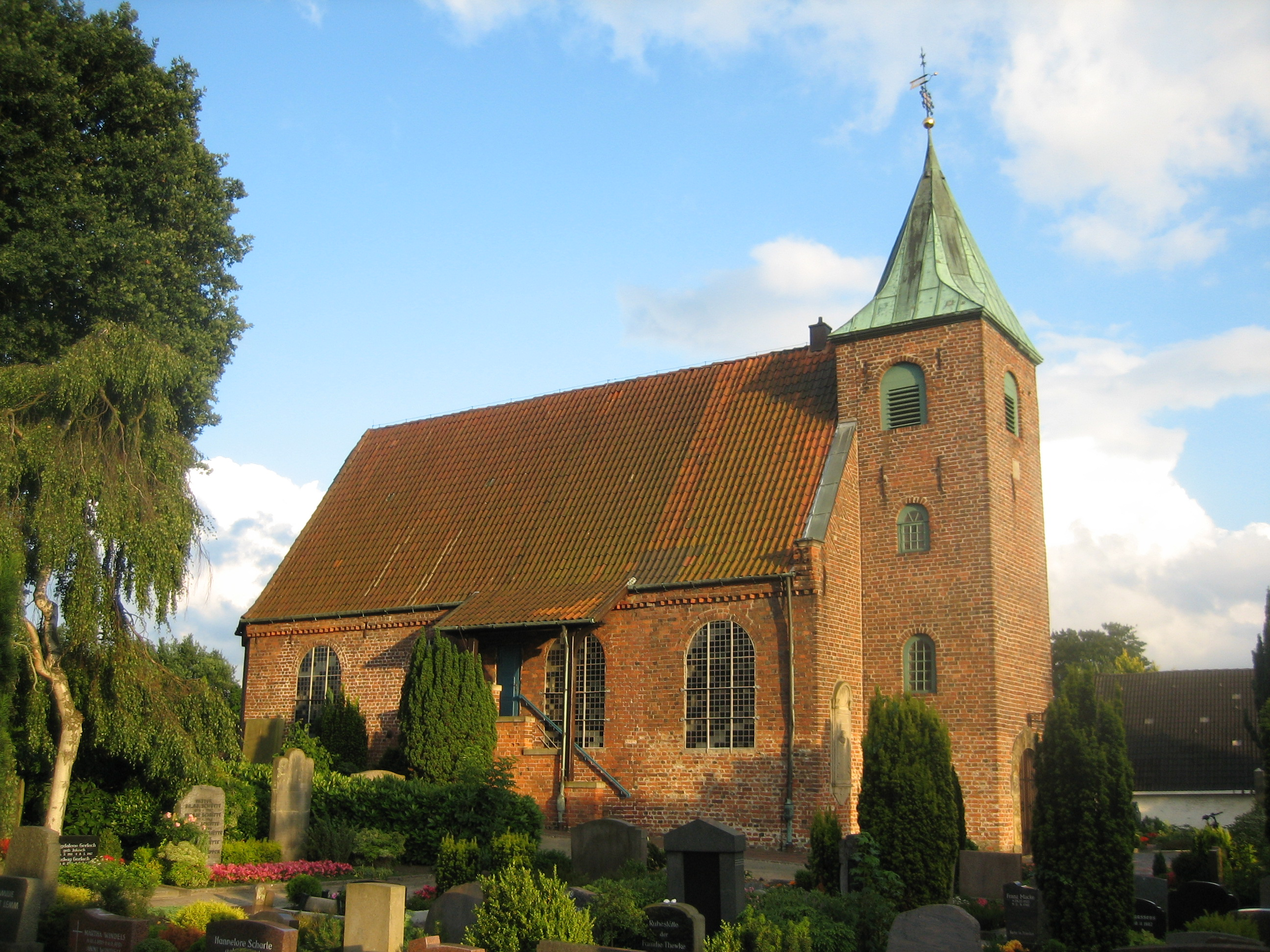
Osternburger Kirche von 1616, Cloppenburger Straße 17

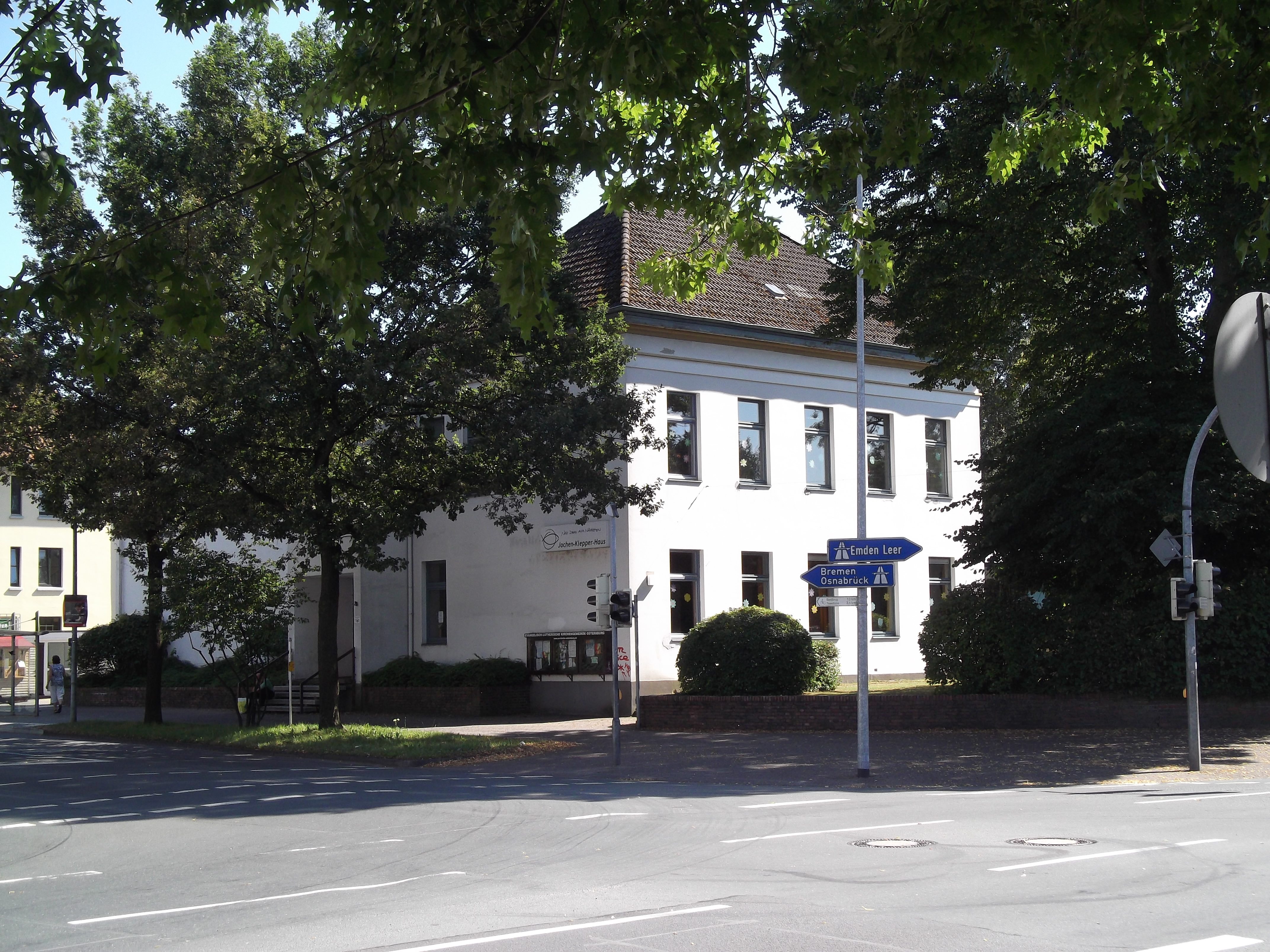
Ehem. Kasino des Oldenburgischen Dragoner-Regiments Nr. 19, gegenwärtig Jochen-Klepper-Haus der Ev. Kirchengemeinde OL-Osternburg

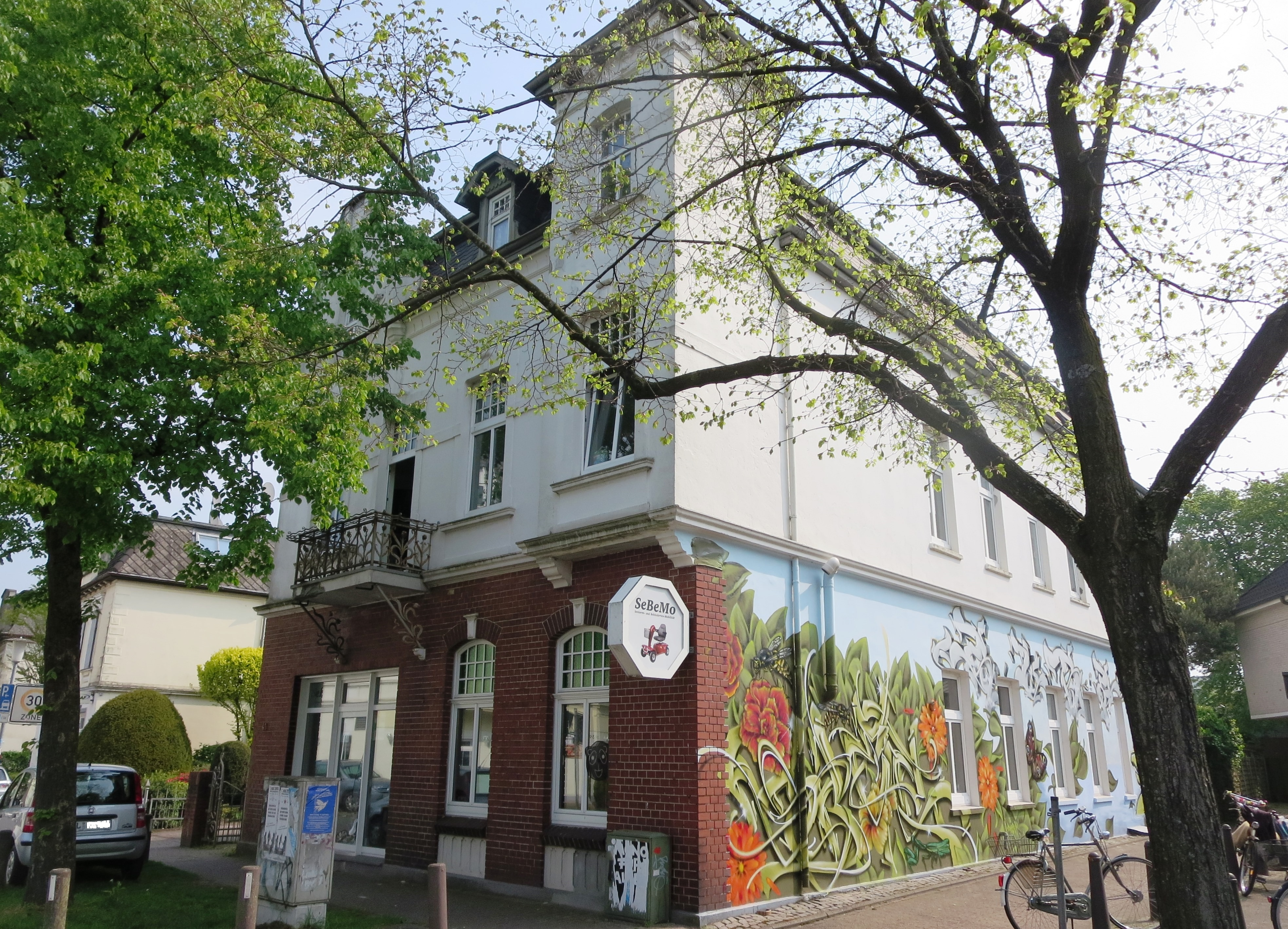
Sitz der ehem. Gemeindeverwaltung und des Standesamts Osternburg Bremer Str. Ecke Ulmenstraße

Erstmals erwähnt wird der Ort im gräflichen Salbuch von 1428 mit „de twe hus to Osterenborch“. Der Name ist ungeklärt. Er kann sich auf die Lage östlich Oldenburgs beziehen oder auf den Heidenwall als östliche „Burg“ oder aber auf einen gräflichen Hof östlich des mittleren Damms.
1616 wurde Osternburg rechtlich eine eigenständige Gemeinde. Graf Anton Günther stiftete der Gemeinde eine eigene Kirche, damit wurde Osternburg zum Kirchspiel. Der Graf schuf auch den „Ihrer Fürstlichen Gnaden Lustgarten auf der Wunderburg“, an den Straßennamen in Osternburg erinnern. Mit der französischen Verwaltungsreform von 1811 erhielt die Gemeinde einen eigenen hauptamtlichen Bürgermeister (Maire), der nach dem Ende der französischen Besetzung 1814 die Bezeichnung Kirchspielvogt trug. In der Franzosenzeit wurde Osternburg offiziell als Marie d´Osternbourg bezeichnet. Nach der neuen Gemeindeordnung von 1856 wurde vom neuen Gemeinderat ein Gemeindevorsteher eingesetzt.
Mit dem Fall des Königreiches Hannover 1866 konnte im Jahre 1876 der Eisenbahnanschluss Oldenburgs und damit Osternburgs realisiert werden. In Osternburg entstanden ein Gleisanschluss an die großen Industriewerke und ein großer, heute stillgelegter Rangierbahnhof mit Eisenbahnerwohnungen.
Von 1859 bis 1919 war in Osternburg das Oldenburgische Dragoner-Regiment Nr. 19 stationiert. Die Dragoner-Kaserne befand sich an der Bremer Straße und wurde ca. 1980 abgerissen. Auf dem Gelände befinden sich heute Dienststellen der Bundeswehr, insbesondere das Verpflegungsamt der Bundeswehr (VpflABw).
Von Juni bis September 1894 fand in Osternburg ein großer Streik der Glashüttenarbeiter statt. Dabei wurde am späten Abend des 10. August der Glashüttenarbeiter Carl Ohlendorf auf dem Langenweg (heute Stedinger Straße), Höhe der heutigen Hausnummer 33, von streikenden Arbeitskollegen als Streikbrecher beschimpft und tätlich angegriffen. Ohlendorf wurde durch sechs Messerstiche schwer verletzt und verstarb wenige Tage später im Evangelischen Krankenhaus der Stadt. Die Täter wurden bereits am Tag nach der Tat von Angehörigen der Gendarmerie verhaftet. Der Haupttäter Hermann Bulle wurde zu einer Gefängnisstrafe von vier Jahren, drei Nebentäter zu einer Strafe von sechs Monaten Haft verurteilt.
Um weitere Zwischenfälle dieser Art zu verhindern, wurde die Glashütte mit vier Gendarmen belegt. Zehn zusätzliche Beamte patrouillierten Tag und Nacht durch Osternburg. Der Streik, einer der größten, der je in Oldenburg stattfand und gut drei Monate dauerte, wurde im September 1894 eingestellt, da die Werkleitung aus Süd- und Westdeutschland neue Arbeitskräfte angeworben hatte.
Vom 11. August 1891 bis zum 31. März 1892 erschien in Osternburg eine eigene Zeitung, Der Osternburger. Unterhaltungs- und Anzeigenblatt f. d. Gemeinde Osternburg u. Umgegend, die von der Tendenz her reformistisch war und zuerst in Oldenburg, dann in Berlin in der Deutschen Verlags- und Buchdruck AG hergestellt wurde. Die Blätter sind in der Landesbibliothek Oldenburg archiviert.
1913 hatte die Gemeinde 13.000 Einwohner und war einer der bedeutendsten Industriestandorte des Großherzogtums Oldenburg. Folgende Großbetriebe waren vor 1914 in Osternburg ansässig: die Oldenburgische Glashütte, die Warpsspinnerei, das Gaswerk Osternburg, die Glasformenfabrik Beyer und das Baugroßunternehmen Westerholt. Daneben gab es viele Kleinbetriebe.

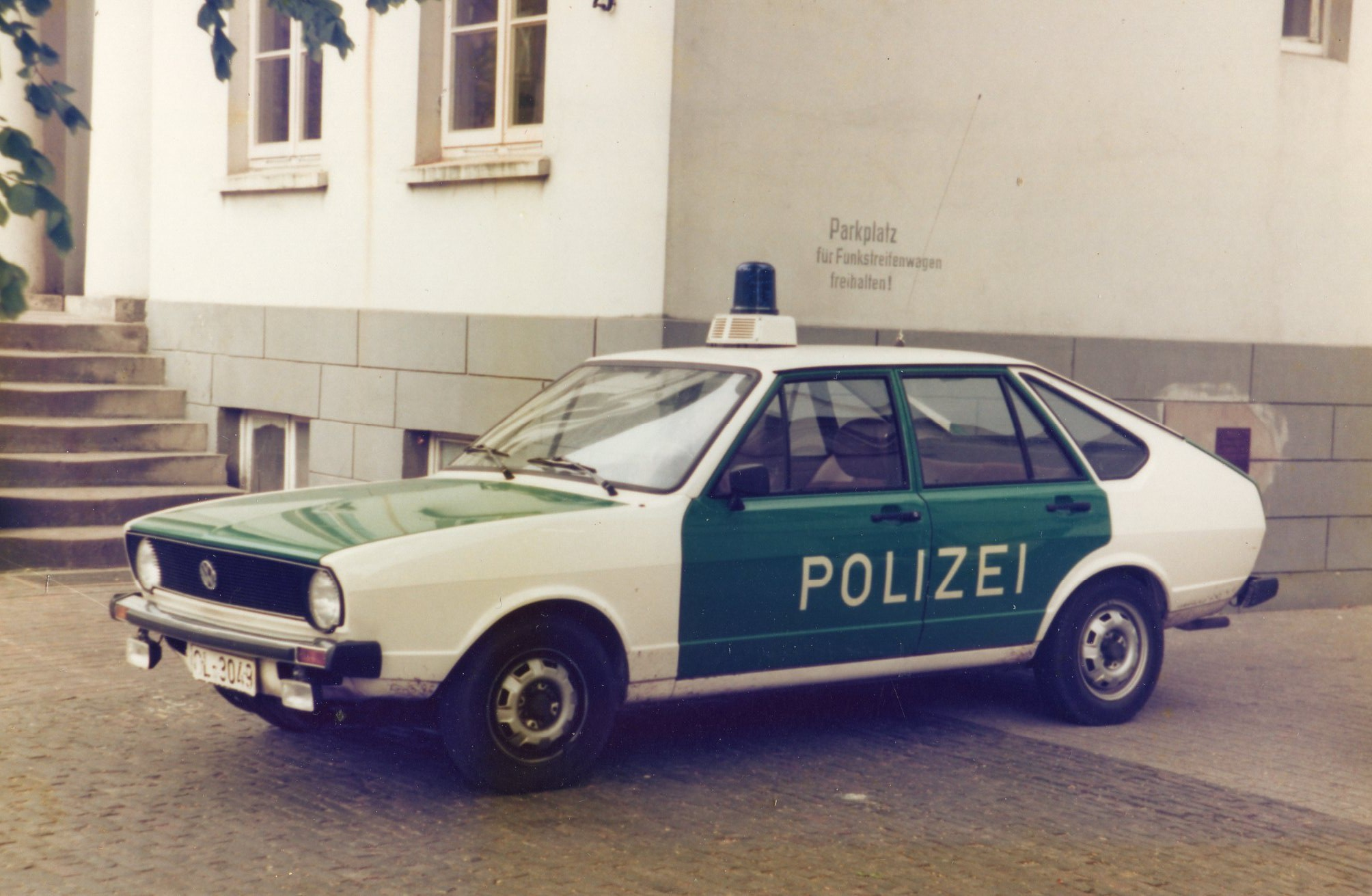
Funkstreifenwagen VW Passat der Niedersächsischen Schutzpolizei circa 1978, 3. Polizeirevier Oldenburg-Osternburg.

Am 1. Oktober 1922 wurden per Gesetz die Gemeinden Osternburg und Oldenburg vereinigt und Osternburg damit Teil Oldenburgs. Im Zuge der Eingemeindung wurde 1924 in der Ulmenstraße (heutiges Bundeswehrgelände) ein Polizeirevier eingerichtet, das 1937 an die Cloppenburger Straße (ehemaliges Schulgebäude Einmündung Gorch-Fock-Straße) und 1954 an die Bremer Straße 25 verlegt wurde. Nach der Auflösung 1984 befand sich in Osternburg nur noch eine Polizeistation, die nachts nicht mehr besetzt war.
Nach Sprengung der Hunte-Brücke im April 1945 und bis zur provisorischen Wiedererrichtung im August 1945 war der Bahnhof Osternburg zeitweilig Endstation der Züge aus Osnabrück.

## Religion
In Osternburg gibt es die evangelisch-lutherische Dreifaltigkeitskirche, deren Bau durch Graf Anton Günther schon 1616 gestiftet wurde. Sie ist die zweitälteste Kirche in Oldenburg. Die Kirchengemeinde hat um diese Kirche einen Friedhof und einen weiteren, der als „Neuer Friedhof“ bezeichnet wird. Er liegt zwischen Cloppenburger Straße und der Straße An den Voßbergen. An der Eidechsenstraße gibt es ein Yesidisches Forum.

## Naturdenkmal
In Osternburg steht an der Cloppenburger Straße 3 beim Denkmal des Oldenburgischen Dragoner-Regiments Nr. 19 der vermutlich älteste Baum Oldenburgs, eine Stieleiche. Die Stadt Oldenburg hat als Naturschutzbehörde im Jahr 1983 diesen Baum zum Naturdenkmal erklärt und damit unter Schutz gestellt. Ihr Alter wird auf rund 460 Jahre geschätzt. Der Stamm hat einen Umfang von fast 6 Metern.

## Unternehmen
1845 wurde die Konzession zur Errichtung einer Glasfabrik erteilt. Die Oldenburgische Glashütte wurde in der damals ländlichen Gemeinde Osternburg zwischen der heutigen Stedinger Straße und der Hunte angelegt. Produziert wurden ab 1847 unter anderem Bierseidel, Lampenzylinder und Demijohns. Um 1891 wurden täglich bis zu 15.000 Flaschen hergestellt. 1957 übernahm die Gerresheim Glas AG die in Konkurs gegangene Fabrik. Es wurden Gebäude abgerissen und neue Maschinen genutzt. In der Folge entwickelte sich die Glashütte zu einem der größten Industriebetriebe Oldenburgs. Im Jahre 1970 produzierte die Fabrik täglich im Durchschnitt 1,2 Millionen Getränkeflaschen. Trotz dieser hohen Produktionszahlen wurde das Werk 1983 geschlossen, heute befinden sich an dem Standort die Werkshallen der Peguform, in denen Autoteile hergestellt werden.
1891 gründete der in Osternburg gebürtige Ludwig Freytag ein Bauunternehmen, das zurzeit 1.300 Mitarbeiter beschäftigt. Von 1916 bis 1926 war in Osternburg die Wagenbauanstalt Oldenburg ansässig, die u. a. Straßenbahnwagen und Motorräder herstellte. 1917 wurde die Brand Werft von der Oldenburger Seite der Hunte auf die Osternburger verlegt. Zwischen Bremer Heerstraße, Harmonie- und Dragonerstraße befand sich von 1924 bis 1935 der Zentralviehmarkt, an der Wunderburgstraße in den 1940er- und 1950er-Jahren das Oldenburger Herdbuch.

## Verkehr
Osternburg wird durch mehrere Stadtbuslinien der Oldenburger Verkehr und Wasser GmbH an den ÖPNV angebunden: die Linie 330 bedient den Substadtteil Drielake. Die Stedinger Straße wird durch die Linie 340 (Kloster Blankenburg) / (IKEA) bedient. Der Kern Osternburgs im Bereich der Bremer Straße ist durch die Linien 302 (Borchersweg), 313/323 (Krusenbusch), 304 (Bümmerstede) und 311/321 (Kreyenbrück) an die Innenstadt angebunden.

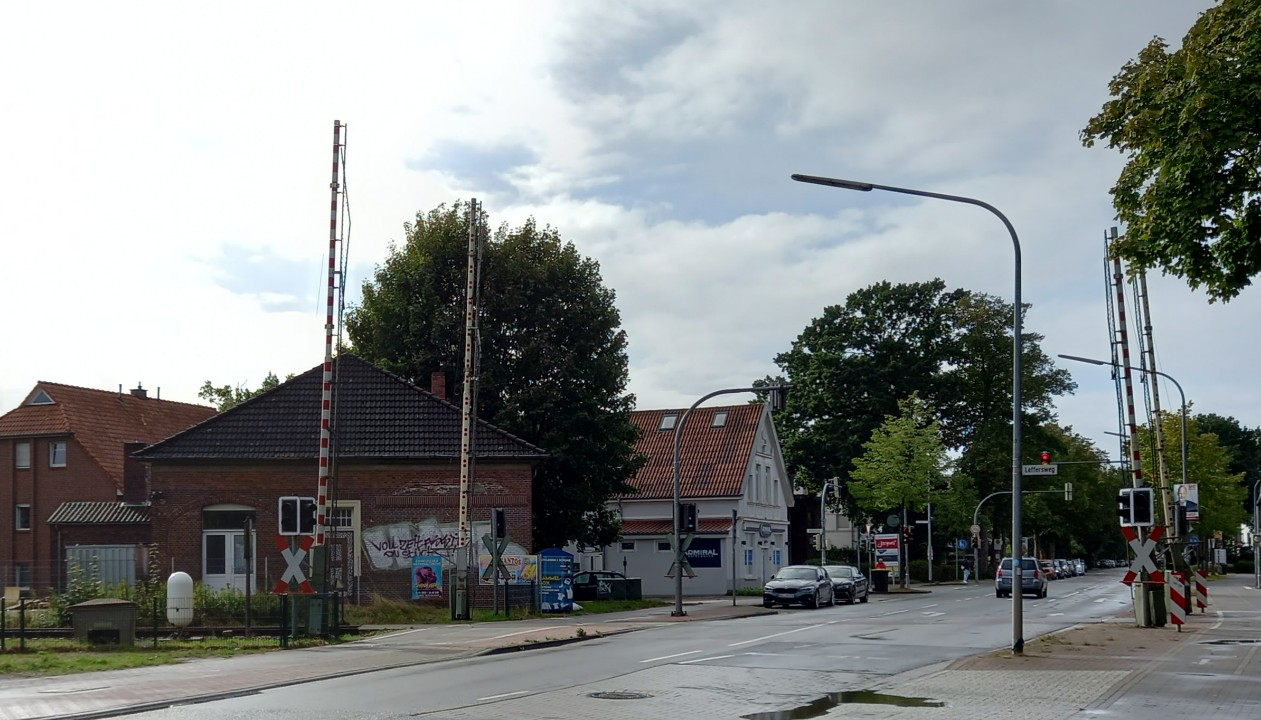
Ehemaliger Bahnhof Osternburg in Oldenburg-Osternburg

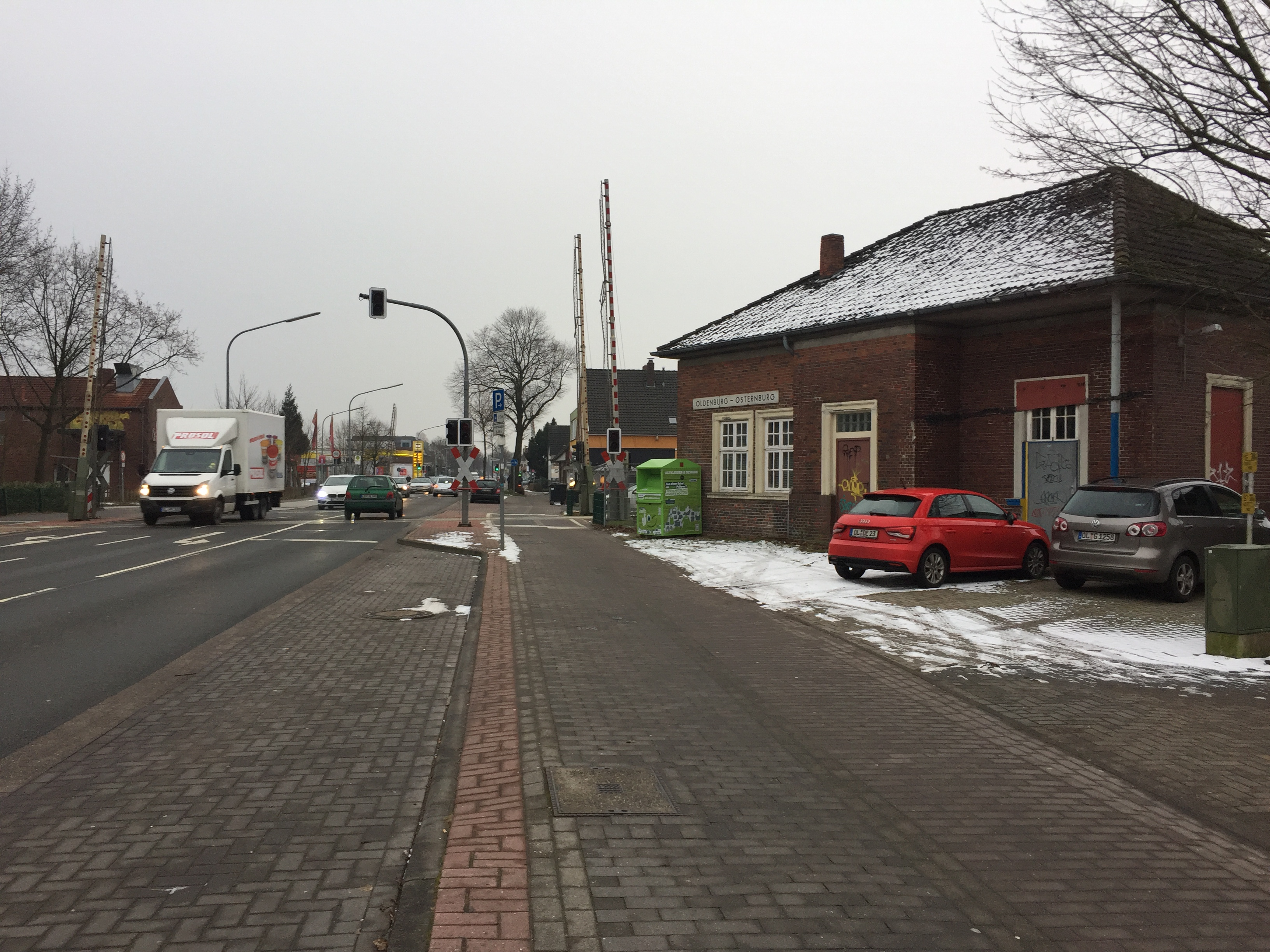
Ehemaliger Bahnhof Osternburg in Oldenburg-Osternburg 2019

Im südlichen Nachbarstadtteil Krusenbusch befand sich früher der Oldenburger Rangierbahnhof. Auch heute wird Osternburg von der Bahnstrecke Oldenburg–Osnabrück sowie der Hemmelsberger Kurve zur Bahnstrecke Bremen–Oldenburg durchschnitten. Die NordWestBahn fährt im Stundentakt zwischen Wilhelmshaven und Osnabrück, der ehemalige Haltepunkt Oldenburg-Osternburg wird jedoch seit 1979 nicht mehr bedient und ist mittlerweile aufgelassen. Im Zuge der Inbetriebnahme des Jade-Weser-Ports wird seit Jahren über einen Streckenausbau diskutiert, Kommunalpolitiker fordern eine Umgehungsstrecke.
Große Bedeutung für die Schifffahrt hat der Küstenkanal. Der Entwässerung dienen der Hemmelsbäker Kanal, der Osternburger Kanal und der Drielaker Kanal.

## Bildung
Im Stadtteil ist die Freie Waldorfschule Oldenburg. Im Gebäude der Oberschule Osternburg (Ehemalige Realschule Osternburg) in der Gorch-Fock-Straße 2 befindet sich seit 2004 die Außenstelle Osternburg des Alten Gymnasiums Oldenburg (AGO). Sie soll aufgrund eines Neubaus am AGO bis Ende Juli 2024 aufgelöst werden.

## Persönlichkeiten
- Johann Peter Ahlers (1724–1793), Königl. Dänischer Hauptmann und Herzoglich Oldenburgischer Forstmeister und Kammerrat
- Theodor Ahlrichs (1866–1937), evangelisch-lutherischer Theologe; war von 1895 bis März 1879 Hilfsprediger in Osternburg und wohnte in der Ulmenstraße 3
- Friedrich Albers (1881–1936), liberaler Politiker und Oldenburgischer Landtagsabgeordneter
- Heinrich Bockelmann (1870–1945), Bankier und Diplomat; Großvater von Udo Jürgens
- Julius Friedrich Wilhelm Bosse (1788–1864), Hofgärtner und Botaniker; wohnte zuletzt in der Stedinger Straße 103
- Christoph Anton Burmester (1762–1838), Deichgraf
- Carl Dinklage (1868–1941), deutscher Industrieller und Vorstandsvorsitzender der Oldenburger Glashütte
- Hermann Ehlers (1904–1954), Präsident des Deutschen Bundestages (Ehlers war wohnhaft in der Brunnenstraße, die nach seinem Tod in Hermann-Ehlers-Straße umbenannt wurde)
- Wilhelm Gideon (1898–1977), SS-Hauptsturmführer und Kommandant des Konzentrationslagers Groß-Rosen
- Franz Klüsner (1837–1916), einflussreicher methodistischer Prediger
- Carl Ramsauer (1879–1955), deutscher Physiker, entdeckte den Ramsauer-Effekt
- Alexander von Rennenkampff (1783–1854), kaiserlich russischer Rittmeister
- Ernst Rodiek (1903–1980), Politiker (SPD), MdB
- Albert Freiherr von Schrenck-Notzing (1862–1929), Pionier der Psychotherapie und Parapsychologie
- Johann Schütte (1873–1940), Schiffbauingenieur, Hochschullehrer für Schiffbau, Luftschiffkonstrukteur und Unternehmer
- Wilhelm Stählin (1883–1975), deutscher lutherischer Theologe, Pfarrer in Osternburg, wurde später Landesbischof von Oldenburg
- Wilhelm Svenson (1885–1971), Politiker
- Karl von Wedel (1842–1919), preußischer General der Kavallerie, deutscher Botschafter in Rom und Wien
- Wilhelm Wrobel (1900–1961), Maler und Bildhauer